# McLaren MP4-16
McLaren MP4-16  je vůz Formule 1 stáje West McLaren Mercedes, který se účastnil mistrovství světa v roce 2001.

## McLaren
- Model: McLaren MP4-16
- Rok výroby: 2001
- Země původu: Velká Británie
- Konstruktér: Adrian Newey
- Debut v F1: Grand Prix Austrálie 2001

## MP4-16
MP4-16 je název závodního monopostu formule 1, který v roce 2001 používala stáj West McLaren Mercedes. Monopost navrhl designér Adrian Newey a stal se přirozenou evolucí předchozího stroje MP4-15. V tomhle roce získal tým McLaren celkově čtyři vítězství od každého z jezdců po dvou a zároveň to byl poslední rok pro Miku Häkkinena kde ho nahradí krajan přestupující ze Sauberu Kimi Raikkonen a taky poslední rok pro dodavatele pneumatik Bridgestone a od přístího roku bude nový vůz MP4-17 jezdit s pneumatiky od Michelinu. Tým celkově nasbíral 102 bodů a umístil se na 2 místě.

## Výsledky
| Rok  | Šasi           | Motor                         | Pneu | No. | Jezdec    | 1   | 2   | 3   | 4   | 5   | 6   | 7   | 8   | 9   | 10  | 11  | 12  | 13  | 14  | 15  | 16  | 17  | Body | Umístění |
| ---- | -------------- | ----------------------------- | ---- | --- | --------- | --- | --- | --- | --- | --- | --- | --- | --- | --- | --- | --- | --- | --- | --- | --- | --- | --- | ---- | -------- |
| 2001 | McLaren MP4-16 | Mercedes-Ilmor FO110K 3.0 V10 | B    |     |           | AUS | MAL | BRA | SMR | ESP | AUT | MON | CAN | EUR | FRA | GBR | GER | HUN | BEL | ITA | USA | JPN | 102  | 2.       |
| 2001 | McLaren MP4-16 | Mercedes-Ilmor FO110K 3.0 V10 | B    | 3   | Häkkinen  | Ret | 6   | Ret | 4   | 9   | Ret | Ret | 3   | 6   | DNS | 1   | Ret | 5   | 4   | Ret | 1   | 4   | 102  | 2.       |
| 2001 | McLaren MP4-16 | Mercedes-Ilmor FO110K 3.0 V10 | B    | 4   | Coulthard | 2   | 3   | 1   | 2   | 5   | 1   | 5   | Ret | 3   | 4   | Ret | Ret | 3   | 2   | Ret | 3   | 3   | 102  | 2.       |